# Museo dell'Opera di San Lorenzo Maggiore
Il Museo dell'Opera di San Lorenzo Maggiore è un polo museale allestito all'interno del convento di San Lorenzo Maggiore di Napoli.
Il museo offre la visita di alcuni ambienti del convento, come la Sala Capitolare, la Sala Sisto V e il chiostro monumentale. Inoltre, in altri ambienti sono esposte le diverse testimonianze storiche del '700 e dell'800 appartenute alle collezioni del convento stesso (abiti, paramenti sacri, pitture, arredi, etc.).
L'area sottostante il complesso permette di ammirare gli scavi archeologici risalenti al periodo greco e ai periodi successivi, come quello medievale, normanno-svevo, angioino e aragonese.